# Список глав государств в 328 году
Список глав государств в 327 году — 328 год — Список глав государств в 329 году — Список глав государств по годам

## Америка
- Мутульское царство (Тикаль) — Кинич-Муван-Холь I, царь (317 — 359)

## Африка
- Мероитское царство (Куш) — Малекеребар, царь (314 — 329)

## Азия
- Армения — Тиридат III, царь (287 — 330)
- Гассаниды:
  - аль-Мундир I Старший ибн аль-Харит II, царь (327 — 330)
  - аль-Айям ибн аль-Харит II, царь (327 — 330)
  - аль-Мундир II Младший ибн аль-Харит II, царь (327 — 340)
  - аль-Нуман ибн аль-Харит II, царь (327 — 342)
  - Джабала II ибн аль-Харит II, царь (327 — 361)
- Дханьявади — Тюрия Мандала, царь[англ.] (313 — 375)
- Иберия — Мириан III, царь (284 — 361)
- Индия:
  - Вакатака — Праварасена I, император (270 — 330)
  - Гупта — Чандрагупта I, махараджа (320 — 335)
  - Западные Кшатрапы — Рудрасимха II, махакшатрап (304 — 348)
  - Паллавы (Анандадеша) — Симхаварман I, махараджа (315 — 345)
- Китай (Период Шестнадцати варварских государств):
  - Восточная Цзинь — Чэн-ди (Сыма Янь), император (325 — 342)
  - Дай — Тоба Хэна, царь (325 — 329, 335 — 337)
  - Ранняя Лян — Чжан Цзюнь, князь (324 — 346)
  - Поздняя Чжао — Ши Лэ, ван (319 — 333)
  - Ранняя Чжао — Лю Яо, император (318 — 329)
  - Чэн — Ли Сюн, император (303 — 334)
- Корея (Период Трех государств):
  - Конфедерация Кая — Коджиль, ван (291 — 346)
  - Когурё — Мичхон, тхэван (300 — 331)
  - Пэкче — Пирю, король (304 — 344)
  - Силла — Хырхэ, исагым (310 — 356)
- Кушанское царство — Шака I, царь (325 — 345)
- Лахмиды (Хира):
  - Имру уль-Кайс I ибн Амр, царь (295 — 328)
  - Амр II ибн Имру уль-Кайс I, царь (328 — 363)
- Паган — Пайк Тинли, король[англ.] (324 — 344)
- Персия (Сасаниды) — Шапур II, шахиншах (309 — 379)
- Раджарата — Сиримегхаванна, король (304 — 332)
- Тогон — Муюн Туян, правитель (317 — 329)
- Тямпа — Фан Йи, князь (284 — 336)
- Химьяр — Та'ран Йихан'им, царь (315 — 340)
- Япония — Нинтоку, император (313 — 399)

## Европа
- Боспорское царство — Рескупорид VI, царь (303 — 342)
- Думнония — Динод ап Карадок, правитель (305 — 340)
- Ирландия — Муйредах Тирех, верховный король (326 — 356)
- Папский престол — Сильвестр I, папа римский (314 — 335)
- Римская империя — Константин Великий, римский император (308 — 337)

## Галерея

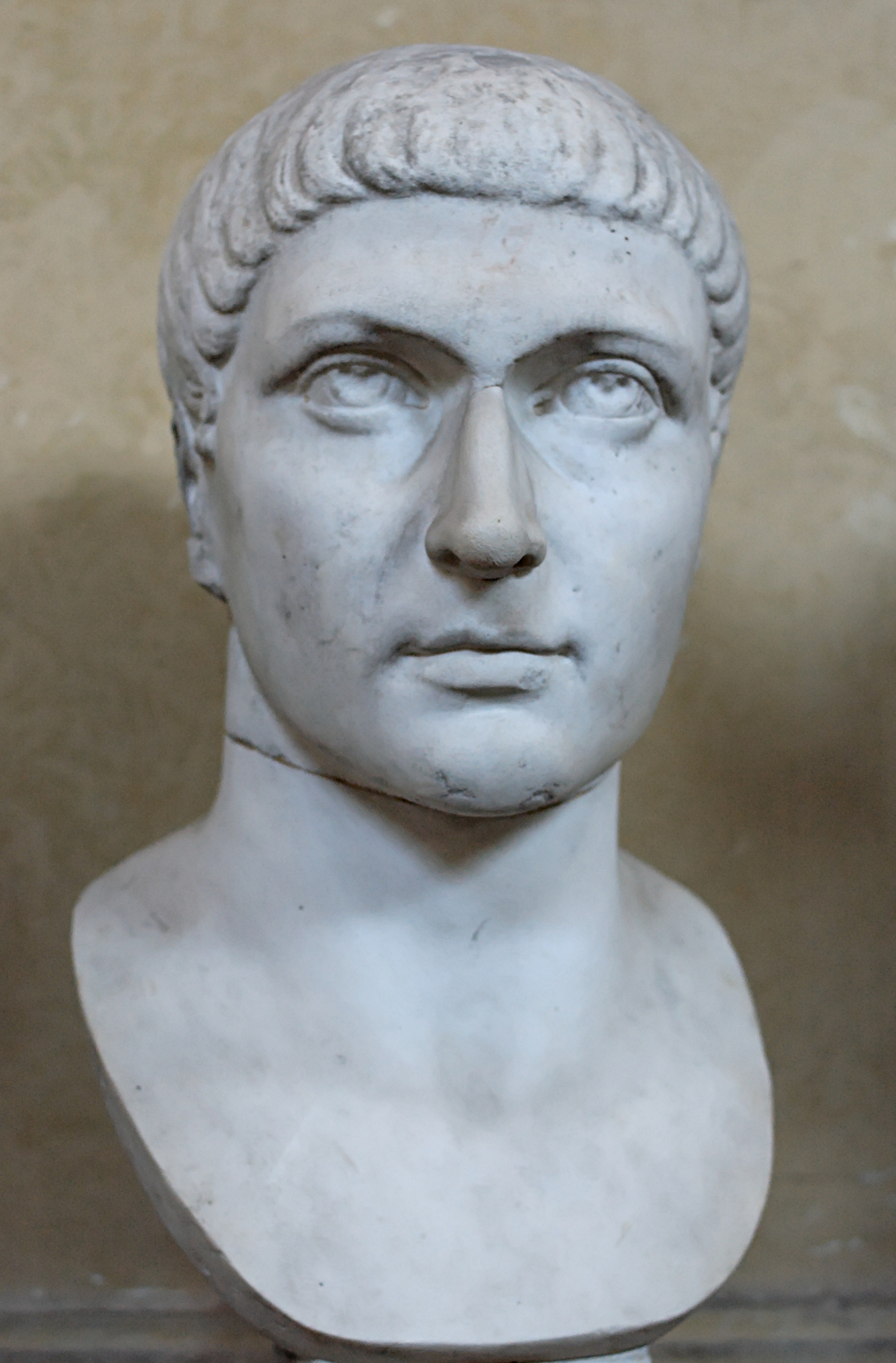
Константин Великий 308—337 Римский император
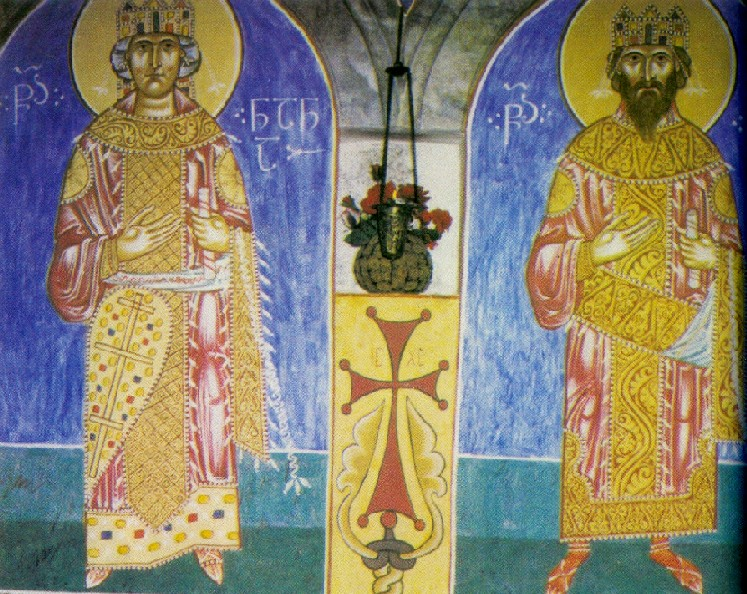
Мириан III 284—361 Царь Иберии
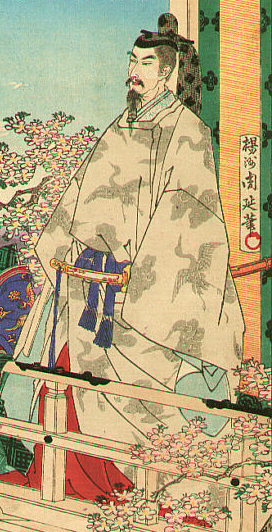
Нинтоку 313—399 Японский император
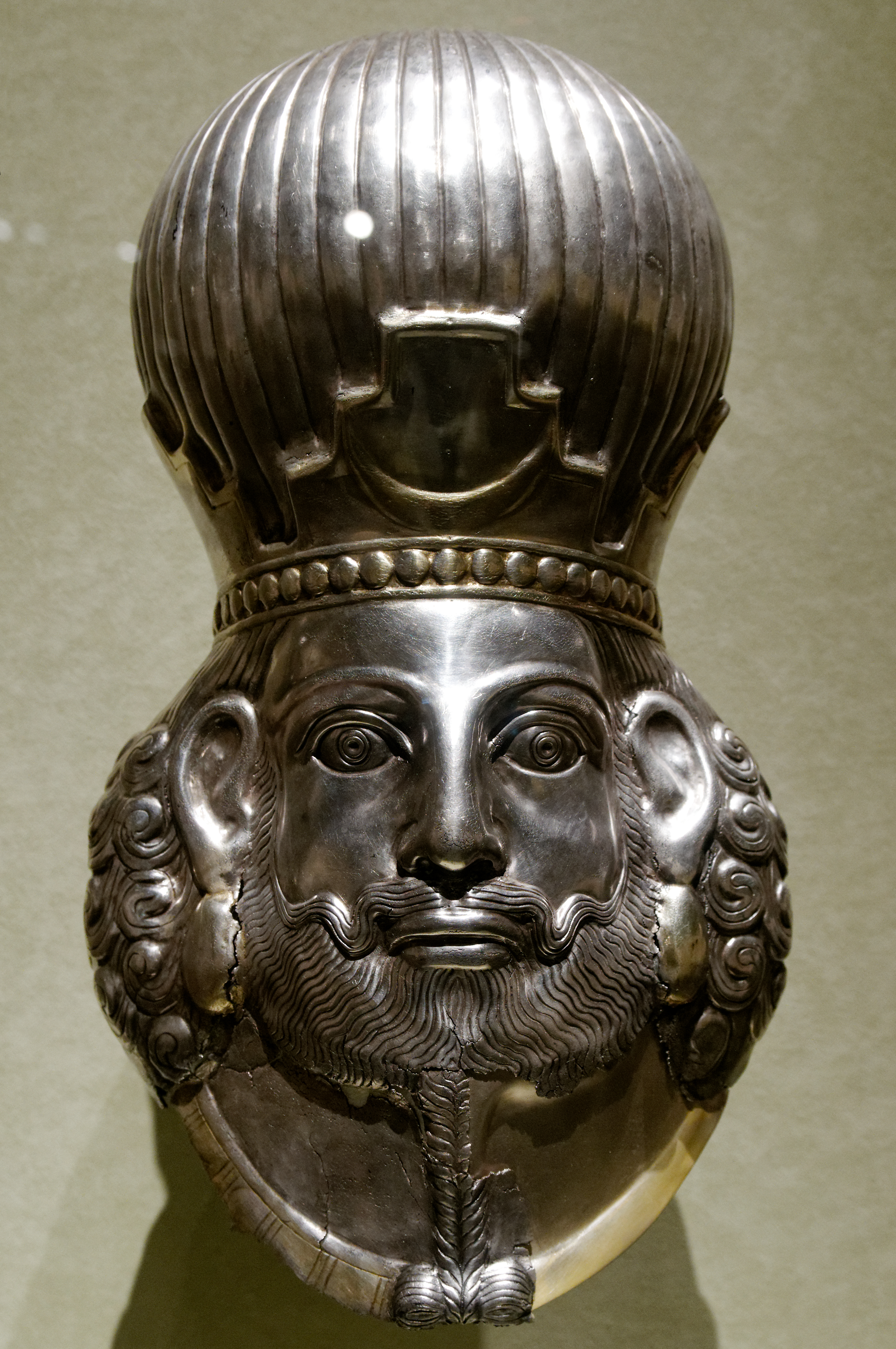
Шапур II 309—379 Шахиншах Персии